# Перпіньян
Перпінья́н (фр. Perpignan, МФА: [pɛʀpi'ɲɑ̃], кат. Perpinyà [pəɾpiˈɲa] — Парпінья́) — місто та муніципалітет у південній Франції, у регіоні Окситанія, адміністративний центр департаменту Східні Піренеї, історичний центр Північної Каталонії (каталонських районів, які відійшли до Франції після Піренейського договору у 1659 р.), одне з найбільших міст каталанських країн. Населення — 119 656 осіб (01.01.2021), разом з околицями — 283 702 осіб на 2008 рік.
Муніципалітет розташований на відстані близько 690 км на південь від Парижа, 130 км на південний захід від Монпельє.
Перпіньян — столиця колишнього графства Русільйон. Одним із гасел міста є «Найвідданіше місто Перпіньян» (кат. Fidelíssima Vila de Perpinyà), надане йому в 1475 році за героїчний опір французькій агресії.

## Символи міста
Логотип міста являє собою стилізоване зображення Перпіньянської фортеці в національних каталонських кольорах — червоному та жовтому, та написом французькою та каталанською мовою «Перпіньян — каталонське місто» (кат. Perpinyà la Catalana, фр. Perpignan la Catalane).
Перпіньян має статус :
- зеленого міста (фр. une ville fleurie — «місто квітів») — три квітки[5];
- міста, де особливо активно використовується інтернет, особливо для спілкування з місцевою владою (фр. ville internet — «місто-інтернет») @@@@[6].

## Історія
Хоча поселення в районі міста існувало ще за часів римської імперії, місто Перпіньян було засноване на початку X ст. (вперше згадано під назвою Villa Perpiniarum у 927 році). Незабаром Перпіньян став столицею графства Русільйон. У 1172 році граф Русільйону Жирард II (кат. Girard II de Rosselló) заповів свої землі графству Барселона. У 1197 році Перпіньян став частково самоврядним містом. За Корбейським договором 1258 року Людовік IX, король Франції, відрікся від феодальних прав на Русільйон.
Яків І Завойовник, король Арагону та граф Барселони, заснував Королівство Мальорка у 1276 році, Перпіньян став столицею нової держави. Подальші десятиліття вважають золотим часом в історії міста: воно процвітало як центр виробництва тканин, обробки шкіри, ювелірної справи тощо. Король Франції Філіп III помер у Перпіньяні у 1285 році, коли повертався зі свого невдалого походу проти Арагонського королівства.
У 1344 році Петро IV Арагонський анексував Королівство Мальорку: Перпіньян ще раз став частиною графства Барселони. Декількома роками пізніше місто втратило майже половину свого населення під час епідемії бубонної чуми. Місто було зайняте військами короля Франції Людовіка XI у 1463 році. Повстання проти французького правління 1473 року було придушене, але у 1493 році король Франції Карл VIII, бажаючи перемир'я з Іспанією, щоб мати змогу розпочати війну проти Італії, віддав місто та весь Русільйон Фердинандові II Арагонському.
Місто було знову захоплене під час Тридцятирічньої війни у вересні 1642 року, однак формально Перпіньян було передано Франції лише 17 років по тому за Піренейським договором.

## Історичні пам'ятки
Візитною карткою Перпіньяна є крихітна Перпіньянська фортеця — Ле-Кастійє́ (фр. Le Castillet, кат. Castellet — Кастальє́т), побудована у 1368 р. і зараз відкрита для туристів як музей. Поряд з фортецею розташований відновлений останнім часом середньовічний Палац королів Мальрки (кат. Palau dels Reis de Mallorca). Собор св. Івана Хрестителя (фр. Cathédrale Saint-Jean-Baptiste de Perpignan), закладений у 1324 р., будувався в основному у XV і XVI ст. Перший у світі Морський трибунал (кат. La Llotja de Mar, фр. La Loge de Mer) з часом був перебудований в театр.
Перпіньянський залізничний вокзал було декоровано самим Сальвадором Далі, який мав у ньому «напад екстазу космогонії». У музеї Ріго виставлені полотна як цього художника, так і майстрів каталонського примітиву.

Центр Перпіньяна, фото 29 липня 2008 р. Ліворуч — Площа Спротиву (Place de la Résistance), перехрестя бульв. Жоржа Клемансо та бульв. Вудро Вільсона. У центрі — Ле-Кастійє (Кастальєт). Правіше — річка Бас, притока р. Тет, з набережною Саді Карно. Ще правіше — префектура та Головна рада департаменту (Conseil général). Праворуч — набережна Вобан (Vauban).

## Рекорди
Рекорд «Книги рекордів Гінесса» з найдовшої у світі промови (124 години без перерви) було встановлено перпіньянцем Люїсом Кулетом. Цю промову було виголошено здебільшого каталанською мовою, її було закінчено 17 січня 2009 року.

## Транспорт
- Аеропорт Перпіньян

## Демографія
Динаміка населення (INSEE ):
Розподіл населення за віком та статтю (2006):
| Стать | Всього | До 15 років | 15-24 | 25-44  | 45-64  | 65-85  | Понад 85 |
| --- | ------ | ----------- | ----- | ------ | ------ | ------ | -------- |
| Чоловіки | 52 506 | 9857        | 7193  | 14 368 | 11 825 | 8123   | 1140     |
| Жінки | 62 802 | 9772        | 8291  | 15 189 | 14 533 | 12 504 | 2513     |
| \| Статево-вікова піраміда \| Статево-вікова піраміда \| Статево-вікова піраміда \| \| ----------------------- \| ----------------------- \| ----------------------- \| \| Чоловіки \| Вік \| Жінки \| \| 1140 \| 85 + \| 2513 \| \| 1625 \| 80-84 \| 3031 \| \| 2147 \| 75-79 \| 3252 \| \| 2273 \| 70-74 \| 3300 \| \| 2078 \| 65-69 \| 2921 \| \| 2612 \| 60-64 \| 3119 \| \| 3237 \| 55-59 \| 3702 \| \| 3124 \| 50-54 \| 4050 \| \| 2852 \| 45-49 \| 3662 \| \| 3455 \| 40-44 \| 3682 \| \| 3311 \| 35-39 \| 3613 \| \| 3719 \| 30-34 \| 3922 \| \| 3883 \| 25-29 \| 3972 \| \| 3730 \| 20-24 \| 4625 \| \| 3463 \| 15-20 \| 3666 \| \| 3257 \| 10-14 \| 3239 \| \| 2989 \| 5-9 \| 3066 \| \| 3611 \| 0-4 \| 3467 \| |        |             |       |        |        |        |          |
| Статево-вікова піраміда |        |             |       |        |        |        |          |
| Чоловіки | Вік    | Жінки       |       |        |        |        |          |
| 1140 | 85 +   | 2513        |       |        |        |        |          |
| 1625 | 80-84  | 3031        |       |        |        |        |          |
| 2147 | 75-79  | 3252        |       |        |        |        |          |
| 2273 | 70-74  | 3300        |       |        |        |        |          |
| 2078 | 65-69  | 2921        |       |        |        |        |          |
| 2612 | 60-64  | 3119        |       |        |        |        |          |
| 3237 | 55-59  | 3702        |       |        |        |        |          |
| 3124 | 50-54  | 4050        |       |        |        |        |          |
| 2852 | 45-49  | 3662        |       |        |        |        |          |
| 3455 | 40-44  | 3682        |       |        |        |        |          |
| 3311 | 35-39  | 3613        |       |        |        |        |          |
| 3719 | 30-34  | 3922        |       |        |        |        |          |
| 3883 | 25-29  | 3972        |       |        |        |        |          |
| 3730 | 20-24  | 4625        |       |        |        |        |          |
| 3463 | 15-20  | 3666        |       |        |        |        |          |
| 3257 | 10-14  | 3239        |       |        |        |        |          |
| 2989 | 5-9    | 3066        |       |        |        |        |          |
| 3611 | 0-4    | 3467        |       |        |        |        |          |

## Економіка
2010 року серед 72 588 осіб працездатного віку (15—64 років) 45 654 були активними, 26 934 — неактивними (показник активності 62,9%, у 1999 році було 62,7%). З 45 654 активних мешканців працювало 35 818 осіб (18 005 чоловіків та 17 813 жінок), безробітними було 9836 (5283 чоловіки та 4553 жінки). Серед 26 934 неактивних 7793 особи були учнями чи студентами, 6044 — пенсіонерами, 13097 були неактивними з інших причин.

У 2010 році в муніципалітеті числилось 55410 оподаткованих домогосподарств, у яких проживали 113383,0 особи, медіана доходів виносила 13 932,5 євро на одного особоспоживача